# Флаг Протвина
Флаг муниципального образования городской округ Протвино Московской области Российской Федерации — опознавательно-правовой знак, составленный и употребляемый в соответствии с вексиллологическими правилами, служащий символом города, единства его территории, населения, прав и самоуправления.
Рисунок флага утверждён 22 июня 1999 года и внесён в Государственный геральдический регистр Российской Федерации с присвоением регистрационного номера 666. Описание флага и положение о флаге утверждены 28 июня 1999 года.

## Описание
«Флаг города Протвино представляет собой полотнище, разделённое по диагонали на две части серебряной (белой) дугой, выходящей из левого нижнего (от древка) угла и расширяющейся к правому верхнему углу. На расстоянии 1/3 от левого нижнего угла дуга расторгнута и соединена с двумя серебряными (белыми) цепными звеньями накрест, сопровождаемыми внутри серебряным (белым) безантом. Часть полотнища, находящегося над дугой, лазоревого (сине-голубого) цвета, часть полотнища под дугой — изумрудно-зелёного цвета.
Отношение длины полотнища к ширине 3:2.
Отношение толщины дуги к ширине полотнища в левом нижнем (от древка) углу 1:20, в правом верхнем углу — 1:11.
Стрела изгиба дуги относится к ширине полотнища как 1:5».